# Elezioni europee del 2004 in Lettonia
Le elezioni europee del 2004 in Lettonia si sono tenute il 12 giugno.

## Risultati
| Liste  | Liste                                                | Gruppo    | Voti    | %     | Seggi |
| ------ | ---------------------------------------------------- | --------- | ------- | ----- | ----- |
|        | Per la Patria e la Libertà/LNNK                      | UEN       | 171.859 | 30,08 | 4     |
|        | Nuova Era                                            | PPE-DE    | 113.593 | 19,88 | 2     |
|        | Per i Diritti Umani nella Lettonia Unita             | Verdi/ALE | 61.401  | 10,75 | 1     |
|        | Partito Popolare                                     | PPE-DE    | 38.324  | 6,71  | 1     |
|        | Via Lettone                                          | ALDE      | 37.724  | 6,60  | 1     |
|        | Partito dell'Armonia Nazionale                       | -         | 27.506  | 4,81  | -     |
|        | Partito Socialdemocratico dei Lavoratori di Lettonia | -         | 27.468  | 4,81  | -     |
|        | Unione dei Verdi e degli Agricoltori                 | -         | 24.467  | 4,28  | -     |
|        | Primo Partito di Lettonia                            | -         | 18.685  | 3,27  | -     |
|        | Partito Socialdemocratico Unito della Prosperità     | -         | 12.871  | 2,25  | -     |
|        | Partito Conservatore                                 | -         | 9.716   | 1,70  | -     |
|        | Partito Socialista di Lettonia                       | -         | 9.480   | 1,66  | -     |
|        | Luce della Letgallia                                 | -         | 8.439   | 1,48  | -     |
|        | Organizzazione Politica "Euroscettici"               | -         | 5.481   | 0,96  | -     |
|        | Unione Democratica Cristiana                         | -         | 2.362   | 0,41  | -     |
|        | Unione Socialdemocratica                             | -         | 1.988   | 0,35  | -     |
| Totale | Totale                                               | Totale    | 571.364 |       | 9     |